# ثانوم كيتيكاتشورن
ثانون كيتيكاتشورن (بالتايلاندية: ถนอม กิตติขจร؛ 11 أغسطس 1911 – 16 يونيو 2004) هو أحد الدكتاتوريين العسكريين في تاريخ تايلاند، وأحد كبار المعادين للشيوعية في بلاده. شغل منصب رئيس الوزراء مرتين.

## روابط خارجية
- ثانوم كيتيكاتشورن على موقع الموسوعة البريطانية (الإنجليزية)
- ثانوم كيتيكاتشورن على موقع مونزينجر (الألمانية)